# Sans issue (film, 1986)
Pour les articles homonymes, voir Sans issue.
Pour plus de détails, voir Fiche technique et Distribution.
Sans issue (Black Moon Rising) est un film américain réalisé par Harley Cokeliss et sorti en 1986.

## Résumé
À Las Vegas, le cambrioleur Sam Quint, muni d'un appareillage électronique dernier cri, force l'entrée de la Lucky Dollar Corporation. Celle-ci est sous le coup d'une enquête fédérale. Une fois dans la place, Quint ouvre la porte d'un des nombreux bureaux que comporte la société. Après avoir vérifié, grâce à ses instruments, qu'il n'y avait pas de système de protection, il ouvre une des armoires. Mais une alarme se met à retentir sitôt la porte entrouverte. Quint, pris au dépourvu, cherche rapidement du regard, parmi la multitude de cassettes que l'armoire contient, celle qu'il recherche. Puis l'ayant trouvée, il s'empresse de quitter le bureau.
Pourchassé à travers les méandres des couloirs par des vigiles, il se retrouve nez à nez avec un homme en costume-cravate muni d'un pistolet automatique qui, reconnaissant Quint, vide son chargeur dans sa direction. C'est sous une pluie de balles que Quint saute à travers une porte vitrée et s'enfuit dans la nuit.

## Fiche technique
Sauf indication contraire, les informations mentionnées dans cette section peuvent être confirmées par la base de données cinématographiques IMDb,  présente dans la section « Liens externes ».
- Titre original : Black Moon Rising
- Titre français : Sans issue
- Réalisation : Harley Cokeliss
- Scénario : John Carpenter, Desmond Nakano et William Gray, d'après une histoire de John Carpenter
- Musique : Lalo Schifrin
- Photographie : Misha Suslov
- Montage : Todd C. Ramsay
- Production : Douglas Curtis et Joel B. Michaels

Production déléguée : John Carpenter
- Sociétés de production : New World Pictures et Sequoia Productions
- Distribution : New World Pictures
- Langue originale : anglais
- Format : couleur - 1,85 : 1 - Son Stéréo
- Pays de production :  États-Unis
- Genres : science-fiction, action, thriller
- Durée : 100 minutes
- Budget : n/a
- Dates de sortie :
  - États-Unis : 10 janvier 1986
  - France : 19 mars 1986

## Distribution
- Tommy Lee Jones (VF : Jean-François Poron) : Sam Quint
- Linda Hamilton (VF : Martine Irzenski) : Nina
- Robert Vaughn (VF : Dominique Paturel) : Ed Ryland
- Richard Jaeckel (VF : Philippe Mareuil) : Earl Windom
- Lee Ving (VF : Philippe Bellay) : Marvin Ringer
- Bubba Smith : Johnson
- Dan Shor : Billy Lyons
- William Sanderson : Tyke Thayden
- Keenan Wynn (VF : Jacques Dynam) : Iron John
- Nick Cassavetes : Luis
- Richard Angarola (VF : Jacques Marin) : Dr Melato
- Don Keith Opper (en) (VF : Bernard Demory) : Emile French

## Autour du film
- Les acteurs Jeff Bridges, Don Johnson, Tom Berenger et Richard Dean Anderson étaient pressentis pour le rôle de Quint, dans le cas d'un refus de Tommy Lee Jones.
- La voiture a pour origine un prototype de 1980, la Wingho Concordia II. Un modèle est utilisé pour les scènes de conduite, une deuxième pour les cascades et une autre pour les scènes intérieures.

## Distinction
- MystFest 1986 : nommé pour le prix du meilleur film